# Makarije Sokolović
Makarije Sokolović (în sârbă Макарије Соколовић; n.  ?, Višegrad, Republika Srpska, Bosnia și Herțegovina – d. 1574) a fost un cleric ortodox sârb care a îndeplinit funcția de arhiepiscop de Peć și patriarh al sârbilor și bulgarilor din 1557 până în 1571. El a fost primul conducător al Patriarhiei sârbe de Peć, după reînființarea acestei instituții, care fusese desființată în 1463 în urma cuceririi Serbiei de către otomani. Se spune că a fost fratele, nepotul sau verișorul primar al vizirului otoman Mehmed-paša Sokolović, care și-a folosit influența în cadrul administrației otomane pentru a restabili Patriarhia Sârbă cu reședința la Mănăstirea din Peć. Patriarhul Makarije este sărbătorit ca sfânt de către Biserica Ortodoxă Sârbă.

## Biografie
S-a născut în prima jumătate a secolului al XVI-lea într-o familie ce provenea din clanul sârb Piva din Herțegovina Veche. A fost o rudă apropiată a lui Mehmed-paša Sokolović, marele vizir otoman. A studiat de la o vârstă fragedă la Mănăstirea Mileševa, după care a devenit călugăr și apoi egumen la Mănăstirea Hilandar de la Muntele Athos.
Până la restabilirea Patriarhiei de Peć, credincioșii ortodocși sârbi s-au aflat sub jurisdicția Arhiepiscopiei de Ohrid, care nu a reușit de fapt să controleze decât un număr mic de eparhii sârbești. Mitropolitul Pavle al Semendriei a fost unul dintre numeroșii episcopi care nu au recunoscut statutul actual al credincioșilor ortodocși sârbi în Imperiul Otoman și a depus eforturi pentru restabilirea independenței Bisericii Ortodoxe Sârbe. Patriarhia sârbă de Peć a fost reînființată în 1557, cu sprijinul marelui vizir Mehmed-paša Sokolović, iar ruda sa Makarije a devenit primul patriarh al patriarhiei reînființate. Sultanul otoman i-a acordat lui Makarije aceleași drepturi ca și patriarhului Constantinopolului.
Patriarhia de Peć avea o organizare similară cu cea a Patriarhiei de Constantinopol și își întindea jurisdicția asupra teritoriului statului sârb medieval (provinciile Bačka, Banat, Baranja, Srem, Slavonia, Bosanska Krajina, Bosna, Lika, Krbava și Dalmația) până la granițele otomane din Dalmația, Croația și Ungaria, inclusiv asupra unor orașe ca Sofia (în est) și Skopje (în sud). Ea avea mai mult de 40 de eparhii, printre care și eparhiile nou-înființate de Trebinje și de Požega etc.
Patriarhul Makarije a sprijinit reconstruirea mai multor biserici distruse sau avariate și a redeschis mai multe mănăstiri, printre care Mănăstirea Banja din Priboj, Mănăstirea Gračanica, Mănăstirea Studenica, Mănăstirea Patriarhală din Peć și Mănăstirea Budisavci din Kosovo și Metohia. Această reînnoire a stat la baza unei renașteri a culturii sârbe în arte și literatură.
Fiind bolnav, patriarhul Makarije a fost nevoit să renunțe la funcție și i-a succedat în 1571 nepotul său de frate, Antonije Sokolović. A murit în 1574.

## Moștenire
Patriahul Makarije a fost inclus în Lista celor mai renumiți 100 de sârbi.

## Legături externe
- Site-ul oficial al Bisericii Ortodoxe Sârbe: Arhiepiscopii și patriarhii sârbi Arhivat în 27 decembrie 2017, la Wayback Machine.

| Funcții bisericești | Funcții bisericești                            | Funcții bisericești  |
| ------------------- | ---------------------------------------------- | -------------------- |
| Predecesor: Pavle I | Patriarh al Bisericii Ortodoxe Sârbe 1557–1571 | Succesor: Antonije I |